# Строго нормированное пространство

Единичный шар на средней фигуре строго выпуклый, в то время как остальные два — нет (их границы содержат отрезки прямых).

В математике строго нормированные пространства — это важный подкласс нормированных пространств,  по своей структуре близких к гильбертовым. Для таких пространств решён вопрос единственности аппроксимаций, и это свойство находит широкое применение в вопросах вычислительной математики и математической физике. Кроме того, в строго нормированном пространстве отрезок соединяющий две точки произвольной сферы, будет целиком лежать строго внутри (за исключением граничных точек) открытого шара, ограниченного данной сферой.
Нормированное пространство X называют строго нормированным (или строго выпуклым), если для произвольных {\displaystyle x,y\in X}, удовлетворяющих условию {\displaystyle \|x+y\|=\|x\|+\|y\|}, найдётся такое {\displaystyle \lambda \in \mathbb {R} }, что {\displaystyle y=\lambda x}.

## Свойства строго нормированных пространств
- Пусть X — строго нормированное пространство, а L — линейное подпространство. Тогда для {\displaystyle \forall x\in X} найдется не более одного элемента {\displaystyle u\in L} такого, что {\displaystyle \rho (x,L)=\|x-u\|}.

Элемент {\displaystyle u} называют элементом наилучшего приближения x элементами из L. 
Существование элемента наилучшего приближения обеспечивает следующая теорема.
Теорема. Пусть X — нормированное пространство, а L — конечномерное линейное подпространство. Тогда для {\displaystyle \forall x\in E} существует элемент наилучшего приближения {\displaystyle u\in L}.
При этом в нормированном, но не строго нормированном пространстве, элемент наилучшего приближения, вообще говоря, не единственен.
- Каждый шар строго нормированного пространства — строго выпуклое множество. Верно и обратное, если в нормированном пространстве каждый шар — строго выпуклое множество, то данное пространство является  строго нормированным.
- Нормированное пространство X является строго нормированным  тогда и только тогда, когда  из условия {\displaystyle \forall x,y\in X:\|x\|=1,\|y\|=1,x\neq y} всегда следует что {\displaystyle \|x+y\|<2}.

## Примеры строго нормированных пространств
- {\displaystyle \mathbb {R} ^{2}} с нормой {\displaystyle \|\mathbf {x} \|_{2}={\sqrt {x_{1}^{2}+x_{2}^{2}}}}. Однако нормы {\displaystyle \|\mathbf {x} \|_{1}=|x_{1}|+|x_{2}|} и {\displaystyle \|\mathbf {x} \|_{\infty }=\max\{|x_{1}|,|x_{2}|\}} на {\displaystyle \mathbb {R} ^{2}}, эквивалентные норме {\displaystyle \|\cdot \|_{2}} не порождают строго нормированное пространство (см. рисунок).
- {\displaystyle L_{p}}, где {\displaystyle 1<p<\infty }. Этот факт следует из неравенства Юнга, которое используется при выводе неравенств Гёльдера и Минковского.
- Гильбертовы пространства